# وارنر (ألبرتا)
وارنر (بالإنجليزية: Warner, Alberta)‏ هي قرية تقع في كندا في ألبرتا. يقدر عدد سكانها بـ 331 نسمة ومساحتها 1.15 كم2 وترتفع عن سطح البحر 1,021 متر.